# Haplodiscus ovatus
Haplodiscus ovatus är en plattmaskart som beskrevs av Böhmig 1895. Haplodiscus ovatus ingår i släktet Haplodiscus och familjen Convolutidae. Inga underarter finns listade i Catalogue of Life.